# Ramię Perseusza

Ramiona spiralne Drogi Mlecznej. Ramię Perseusza zaznaczone kolorem turkusowym.

Ramię Perseusza – jedno z większych ramion spiralnych Drogi Mlecznej.
Ramię Perseusza jest jednym z czterech głównych ramion naszej Galaktyki. Jest to łuk o promieniu około 10 700 parseków. Ramię to znajduje się pomiędzy Ramieniem Węgielnicy oraz Ramieniem Strzelca. Nazwa ramienia odnosi się do konstelacji Perseusza, w którym jest obserwowane.
Ramię Oriona, w którym znajduje się Układ Słoneczny oraz Ziemia, może być odnogą Ramienia Perseusza, chociaż może stanowić także niezależny segment struktury spiralnej Galaktyki.

## Wybrane obiekty położone w Ramieniu Perseusza
- Mgławica Kraba (Messier 1)
- Gromada otwarta Messier 36
- Gromada otwarta Messier 37
- Gromada otwarta Messier 38
- Gromada otwarta Messier 52
- Gromada otwarta Messier 103